# آشوت آواگیان
آشوت آواگیان (ارمنی: Աշոտ Ավագյան؛ زادهٔ ۲۰ مهٔ ۱۹۵۸) یک نقاش اهل ارمنستان است.

## زندگینامه
وی در ۲۰ مهٔ ۱۹۵۸ در سیسیان به دنیا آمد و از کالج هنری پانوس ترلمزیان ایروان فارغ التحصیل شد. 